# 7-й танковый корпус СС
7-й танковый корпус СС (нем. VII. SS-Panzerkorps) — оперативно-тактическое объединение войск СС нацистской Германии периода Второй мировой войны. Именовался, как «Корпус ландскнехтов» (Landsknechts-Korps), основываясь на названии включённых в состав корпуса дивизий СС. Начал формирование 3 октября 1943 года, но фактически завершил его к маю 1944.

## Боевой путь корпуса
Штаб корпуса был создан 3 октября 1943 г. Весной 1944 г. на территории Германии начали формироваться некоторые корпусные части. Участие в боевых действиях корпус не принимал. 30 июня все сформированные корпусные части были переданы в состав 4-го танкового корпуса СС, а 20 июля 1944 г. штаб корпуса был расформирован.

## Командующие корпусом
- обергруппенфюрер СС и генерал войск СС Маттиас Кляйнхайстеркамп (3 октября 1943 — 30 июня 1944)

## Состав корпуса
С 3 октября 1943 года:
- 10-я танковая дивизия СС «Фрундсберг»
- 17-я моторизованная дивизия СС «Гёц фон Берлихинген»